# Понизовский, Алексей Михайлович
Алексе́й Миха́йлович Понизо́вский (род. 1954, Москва) — русский поэт и переводчик, режиссёр театра.

## Биография
Жил в Москве. В 1979 году окончил исторический факультет МГУ им. Ломоносова.
- 1983 — познакомился с певицей Жанной Агузаровой, которая позже исполняла песню на его стихи «Чудесная страна». Последняя получила широкую известность благодаря использованию в кинофильме «Асса».

- 1986 — направлен в Кабул в качестве спецпропагандиста. Был контужен. Демобилизован в чине майора. Вернулся в Москву. Принимал участие в жизни рок-н-ролльной группы Игоря Гранова (писал тексты).

- 1990 — издал диск гимнов американской методистской церкви на английском языке (совместно с композитором Игорем Осколковым). Переводил псалмы православной церкви на современный русский язык.

- 1991 — режиссёр театра поэзии с центральной экспозицией «Мир глазами московских парижан».

- 1992 — поселился в Израиле на ПМЖ. Живёт в Беэр-Шеве. Член литературной студии «Среда обетованная».

Публиковался в израильских газетах, в «Южном альманахе», в иерусалимском журнале «Мы». Вошёл как автор в «Антологию поэзии. Израиль 2005» (сост. А. Кобринский) и в антологию поэзии русского зарубежья «Освобожденный Улисс» (сост. Дмитрий Кузьмин).